# Парламентские выборы в Таджикистане (2000)
Парламентские выборы в Таджикистане 2000 года — очередные, вторые в истории независимого Таджикистана. Состоялись Избирались 63 депутата Палаты представителей (Маджлиси намояндагон) I созыва — нижней палаты Высшего собрания (Маджлиси Оли) Республики Таджикистан. Высшее собрание Таджикистана стало двухпалатным по итогам всенародного конституционного референдума 26 сентября 1999 года.

## Предыстория
Это были первые парламентские выборы после завершения гражданской войны (1992-1997) в республике.
Партийный ландшафт Таджикистана претерпел значительные изменения в преддверии выборов. После того, как многочисленные оппозиционные партии были запрещены во время гражданской войны, некоторые из них были воссозданы после 1997 года в рамках договоренности между правительством и оппозицией. После того, как таким образом сформировался разнообразный и плюралистический партийный ландшафт, за несколько месяцев до выборов количество ограничений возросло. Шесть партий были запрещены или приостановлены, в основном из-за формальных ошибок при регистрации или нарушения правил проведения выборов во время избирательной кампании.. Такая ужесточенная политика правительства вызвала обеспокоенность оппозиции по поводу справедливости выборов. В августе 1999 года двум основным оппозиционным партиям - Исламской партии возрождения Таджикистана и Демократической партии Таджикистана - было разрешено голосовать. Кроме того, многие оппозиционные политики из приостановленных партий числились в избирательных списках других партий или баллотировались в качестве независимых кандидатов в одном из избирательных округов. Таким образом возникла политическая конкуренция между различными партиями и кандидатами. 
В итоге к участию в выборах ЦИК республики допустила шесть партий — правящую Народно-демократическую партию Таджикистана во главе с Эмомали Рахмоновым, в целом провластную Коммунистическую партию Таджикистана во главе с Шоди Шабдоловым, а также четыре оппозиционных партии: Партию исламского возрождения Таджикистана во главе с Саидом Абдулло Нури, Демократическую партию Таджикистана во главе с Махмадрузи Искандаровым, Социалистическую партию Таджикистана во главе с Мирхусейном Назриевым, а также группу кандидатов «Новая оппозиция», которая объединила членов небольших и незарегистрированных партий, а также некоторых беспартийных кандидатов. Официально все они были зарегистрированы как независимые кандидаты, но формально были членами этой группы, планируя сформировать свою фракцию под этим названием в случае прохождения в парламент.

## Результаты
| Партия                                      | Голосов   | В %     | Единый пропорциональный | Мажоритарные округа | Всего мест |
| ------------------------------------------- | --------- | ------- | ----------------------- | ------------------- | ---------- |
| Народно-демократическая партия Таджикистана | 1,741,540 | 64,91 % | 15                      | 21                  | 36         |
| Коммунистическая партия Таджикистана        | 547,076   | 20,39 % | 5                       | 8                   | 13         |
| Партия исламского возрождения Таджикистана  | 196,105   | 7,31 %  | 2                       | 0                   | 2          |
| Демократическая партия Таджикистана         | 94,963    | 3,54 %  | 0                       | 0                   | 0          |
| Социалистическая партия Таджикистана        | 37,728    | 1,32 %  | 0                       | 0                   | 0          |
| Группа «Новая оппозиция»                    | 35,414    | 1,22 %  | 0                       | 0                   | 0          |
| Независимые кандидаты                       | -         | -       | 0                       | 10                  | 10         |
| Вакантные (незанятые) места                 | -         | 1,31 %  | -                       | 2                   | 2          |
| Всего                                       | 2,683,010 | 100     | 22                      | 41                  | 63         |

## Оценки
Большинство наблюдателей от международных организаций и иностранных государств, наблюдавших за этими выборами, критически отнеслись к ним. В частности, представители ОБСЕ отметили, что «парламентские выборы 2000 года в Таджикистане не были проведены в соответствии с обязательствами страны-члена перед Организацией по безопасности и сотрудничеству в Европе».